# Garde-boue (poisson)
Espèce
Statut de conservation UICN

 EN  : En danger
Neochanna apoda, le poisson garde-boue, est une espèce de poissons d'eau douce de la famille des Galaxiidae.

## Distribution
Cette espèce est endémique de Nouvelle-Zélande.

## Description
Neochanna apoda mesure jusqu'à 11 cm. Son corps est cylindrique ; son dos est brun avec des taches irrégulières noirâtres.

## État de préservation
Le poisson garde-boue (Neochanna apoda) est passé de la catégorie « Quasi menacé » à « Vulnérable » puis « En danger » car il a disparu de nombreux endroits où on pouvait le trouver. Environ 85 % à 90 %  des zones humides de Nouvelle-Zélande ont été perdues ou dégradées du fait des plans d’assèchement, du développement de l’irrigation et des terres cultivables.

## Publication originale
- Günther, 1867 : On a new form of mudfish from New Zealand. Annals and Magazine of Natural History, ser. 3, vol. 20, n. 119, p. 305-309 (texte intégral).